# Мирка Зоговић
Мирка Зоговић (Београд, 1948) књижевни је историчар, медијевалиста и дантолог, и некадашњи редовни професор Универзитета у Београду, на коме је радила од 1975. до 2018. године. 
На Катедри за италијанистику на Филолошком Факултету у Београду држала је предавања из области старије италијанске књижевности, затим италијанске лирике и новеле од 13. до 17. века, као и Увод у тумачење и историју критике Божанствене комедије. Њена предавања обухватала су и теме попут провансалске трубадурске поезије, књижевности Млетачке републике и Дубровника, барокне књижевности, као и рад Фрање Асишког, Ђанбатисте Марина и других. 

## Биографија
Рођена је 1948. у Београду, у породици песника Радована Зоговића и његове супруге Вере. Управо те године Зоговић је због неслагања са партијом изопштен из јавног живота Југославије. Не желећи да га се одрекну, његова браћа прогнана су у логоре Билећа и Голи оток. Вера Зоговић отпуштена је са места директора издавачког предузећа Култура, па је почела да ради као заменик ноћног портира хотела Балкан. Због ситуације у којој су се нашли, родитељи су Мирку често слали код баке у Загреб.
Од тада па скоро наредне две деценије породица Зоговић је живела у изолацији, са полицијом у стану. Посећивала их је једино Десанка Максимовић.
У Београду је Мирка завршила основну школу и гимназију. Дипломирала је на Филолошком факултету Универзитета у Београду, најпре у групи за Руски језик и књижевност, а затим и на Катедри за италијански језик и књижевност. Усавршавала се у Москви, Италији и у Монпељеу, а академске 1991/1992, па 1992/1993. године радила је као лектор за српско−хрватски језик на Универзитету у Падови.
Од 2002. до 2006. године била је управник Катедре за италијанистику у Београду. 
Као гостујући предавач радила је на Катедри за италијанистику у Никшићу, Филозофском факултету у Новом Саду (предмети Барокна метафора и Поетика барока на постдипломским студијама), затим на Алтернативној академској мрежи, као организатор студија Теорија превођења и Студија културе. Држала је бројна јавна предавања и јавна тумачења Божанствене комедије, како у Србији, тако и у Италији – у Пескари, Падови, Венецији и Трсту. 
Године 2010. поводом 700 година од рођења Дантеа Алигијерија, позвана је да као један од најистакнутијих европских дантолога говори на његовом гробу у Равени. Две године касније гостовала је у емисији Агапе на Студију Б, где је говорила о религији у књижевности.

## Дела
- Марино и дубровачка књижевност, Матица српска, Нови Сад, 1995.
- Књижевна прожимања, Рад, Београд, 2000.
- Барок: књижевна теорија и пракса, Народна књига, Београд 2007.